# Барем
Барем (фр. Barrême) насеље је и општина у Француској у региону Прованса-Алпи-Азурна обала, у департману Горњопровансалски Алпи која припада префектури Дињ ле Бен.
По подацима из 2011. године у општини је живело 468 становника, а густина насељености је износила 12,63 становника/km². Општина се простире на површини од 37,05 km². Налази се на средњој надморској висини од 722 метара (максималној 1621 m, а минималној 685 m).

## Демографија
| 1982. | 1999. | 2011. |
| ----- | ----- | ----- |
| 221   | 473   | 468   |

График промене броја становника у току последњих година